# Gradina (Danilovgrad)
Pour les articles homonymes, voir Gradina.
Gradina (en serbe cyrillique : Градина) est un village du centre du Monténégro, dans la municipalité de Danilovgrad.

## Démographie

### Évolution historique de la population
| 1948 | 1953 | 1961 | 1971 | 1981 | 1991 | 2003 |
| ---- | ---- | ---- | ---- | ---- | ---- | ---- |
| 170  | 177  | 152  | 107  | 126  | 132  | 181  |